# Nickelodeon Arabia
 (février 2024).
- Si vous ne connaissez pas le sujet, laissez ce bandeau (vous pouvez alors contacter les auteurs).
- Si vous supprimez le contenu mis en cause (vous pouvez préalablement contacter les auteurs),

argumentez précisément cette suppression dans la page de discussion
(un manque de référence n'est pas un argument ; une recherche réelle de référence doit avoir été effectuée, être formellement documentée).
 (novembre 2020).
Si vous disposez d'ouvrages ou d'articles de référence ou si vous connaissez des sites web de qualité traitant du thème abordé ici, merci de compléter l'article en donnant les références utiles à sa vérifiabilité et en les liant à la section « Notes et références ».
Nickelodeon Arabia est une chaîne de télévision payante arabe pour les enfants de 2 à 14 ans qui est exclusivement disponible sur le fournisseur de satellite émirati OSN. C'est la variante officielle de Nickelodeon localisée en arabe et jusqu'en 2011, c'était la dernière chaîne à conserver le logo splat[Quoi ?] utilisé de 1984 à 2009 aux États-Unis.

## Histoire
C'était la deuxième chaîne de la joint-venture entre Viacom International Media Networks et Arabian Television Network, qui fait partie d'Arab Media Group, le plus grand groupe de médias des Émirats arabes unis, après le lancement de MTV Arabia (plus tard connu sous le nom de MTV Middle East). Le site Web était nickarabia.com.
En 2011, c'était actuellement la seule chaîne Nickelodeon au monde qui n'avait pas changé son logo du splat orange au texte orange après le changement de nom de la société mère en 2009. Depuis fin 2010, la chaîne subissait une diffusion gelée, diffusant ses programmes habituels de manière répétitive sans aucune preuve de mises à jour à venir. Son site Web officiel est tombé en panne et il n'y avait aucune indication claire ni aucune citation expliquant pourquoi la chaîne était fortement négligée, même si elle restait étrangement en ligne pour le moment. Quoi qu'il en soit, la chaîne est restée en direct pendant de nombreux mois en 2011. Une situation similaire se produisait avec sa chaîne sœur MTV Arabia.
Le 8 septembre 2011, à une minute après minuit à l'heure des Émirats arabes unis, et sans avertissement général, la chaîne a fermé ses portes et a fait une pause indéfinie sans aucune explication. Le signal diffusé n'a initialement affiché rien d'autre qu'un message statique indiquant aux téléspectateurs de Nickelodeon Arabia de continuer à regarder les programmes de Nickelodeon via le bloc Nickelodeon sur MBC 3. Le signal est ensuite revenu à une carte de test occasionnelle quelques jours plus tard, et la chaîne a été retirée de la liste par divers fournisseurs de télévision par satellite. À partir de 2011, le signal lui-même a complètement disparu. 
Le 17 décembre 2014, il a été annoncé que Viacom International Media Networks lancerait un flux associé de Nickelodeon Arabia (également en HD) sur le service de télévision payante OSN basé à Dubaï, avec une chaîne Nick Jr. Les deux chaînes ont été lancées le 5 janvier 2015 en arabe uniquement, mais ont ensuite lancé une piste audio supplémentaire en anglais en février 2015. Un site Web consacré à Nickelodeon, des comptes de médias sociaux et une application Nick exclusive ont été lancés.
Le 5 janvier 2015, Nickelodeon Arabia est revenu sur Orbit Showtime Network (OSN) en tant que version associée / partie de leurs chaînes de télévision payante pour enfants / pré-adolescents.

## Nick Jr.
Nick Jr. est une chaîne satellite pour les enfants arabes qui diffuse des émissions préscolaires de Nick Jr. doublées en arabe. La chaîne a été lancée le 5 janvier 2015 à 10h00 sur OSN avec Nickelodeon Arabia.

## NickToons
Nicktoons est une chaîne satellite pour les enfants arabes qui diffuse des émissions animées de Nickelodeon doublées en arabe. Il diffuse des rediffusions de l'ancienne programmation Nickelodeon en arabe. La chaîne a été lancée le 15 février 2017 sur OSN. 
Nicktoons Arabia utilise le package de conception de diffusion en direct 2014 de Nicktoons UK & Ireland produit par "Beautiful Creative". 
Les émissions animées actuellement diffusées sur Nickelodeon Arabia sont en arabe et en anglais. Les émissions en direct de TeenNick ont été diffusées à l'origine en anglais avec des sous-titres arabes. Cependant, les émissions sociales originales produites par le propre studio de Nickelodeon Arabia, comme Shoof Kids et Jamaatna, étaient également en arabe.
La plupart des émissions du réseau étaient des séries obsolètes, plus anciennes à l'époque qui ont déjà été annulées ou se sont terminées avant leurs débuts, à l'exception de SpongeBob SquarePants, bien qu'elles soient considérées comme relativement inédites par la plupart du public arabe temps, dans leurs formats anglais ou arabe. Il y avait même plusieurs séries à faire ses débuts sur Nickelodeon Arabia, à l'exception de The Fairly OddParents, qui apparemment déjà installé sur Disney Channel Arabia en 2006, et s'est installé sur Nicktoons Arabia des années plus tard en 2017. Bien que les personnages de Fairly OddParents soient apparus dans les segments d'activité de Découpes du magazine Nickelodeon.
Comme la plupart des chaînes arabes, Nickelodeon présentait une censure, mais cela se limite de loin à de simples scènes de baisers français, bien que toute mention de ces baisers soit conservée. C'était similaire à la censure sur MTV Arabia, mais après la relance, il n'y a pas de censure.
Il a diffusé la série originale Nickelodeon India Motu Patlu sur Nickelodeon Arabia.